# チロリン村物語
『チロリン村物語』（チロリンむらものがたり）は、1992年4月6日から1993年3月19日までNHK教育テレビで放送されていたテレビアニメ作品である。全170話。

## 概要
過去にNHK総合テレビで放送されていた人形劇『チロリン村とくるみの木』と、フジテレビで放送されていた人形劇『おーい!チロリン村だよ』をテレビアニメ化したものである。
16mmフィルム製作、カラー、ステレオ放送。本作以後、教育テレビで放送されるアニメはステレオ放送となった。
基本的に一話完結だが、最後の5話のみストーリーが連続している。
伊藤忠商事から発売された本作のビデオソフト（発行 - NHKソフトウェア / 販売 - バンダイビジュアル）は累計で5万本以上を、サン・アローから発売されたぬいぐるみは半年で4000万円以上を売り上げるなど、関連商品の売れ行きは好調であった。しかしその一方で、森永製菓から発売された菓子類の売上はそこそことヒットには至らなかった。

## あらすじ
チロリン村に住むタマネギのトンペイとピーナッツのピーコは、とても仲良しでいつも一緒に遊んでいる。ある日、2人は村で一番の頑固者・ガンコの孫が村へやってくることを知り、どんな頑固な子供が来るのだろうと悩んでいた。そんな時、2人は崖から落ちそうになっていた同い年くらいの子供を助ける。可愛いけれど、勇気ある素直なその女の子こそ、2人の想像とは全く違っていたガンコの孫であった。

## 登場人物

### トンクルピー
主役の小学生仲良し3人組。3人共暴れん坊だが優しい性格の持ち主。子供ならではのアイデアで様々な問題を解決していく。
タマネギのトンペイ
声 - 日髙のり子
トンクルピーのリーダー的存在。いつも元気いっぱいのヤンチャ坊主で大工仕事を得意とするが、クモが大の苦手。しかし正義感が強く優しい性格の持ち主で、ピーコと共に果物族のお嬢様クルコと意気投合する。
ピーナッツのピーコ
声 - 高山みなみ
トンペイに負けないくらいお転婆な野菜族の女の子。お喋りでちゃっかり屋、しかも食いしん坊で村の子供の中で一番の力持ち。一方で気立てが良く思いやりの心を持っている。なお、家はパン屋で、カボチャのおじさんと暮らしている。
クルミのクルコ
声 - 岩井小百合
遠くの町から転校して来た可愛らしい容姿のお嬢様。実はガンコの孫娘で来るまでは皆から恐れられていたが、本当は勇敢さと素直さを併せ持つ活発な女の子で、トンペイらとはすぐに仲良くなった。村の子供たちから恐れられる祖父のことを、「おじいちゃま」と呼び慕っている。

### 暴食トリオ
いつもお腹を空かせている3人組。トンクルピーの友人だが、時折対立することもある。原作ではブラックバットの子分。
ハラペコ熊のペコポン
声 - 桜井敏治
3人の中でも特にお腹を空かせている。のんびりした性格で、3人の中で一番動作は遅い。いつも敬語を使って話す。高所恐怖症。
イタチのプースケ
声 - 鈴木明子
主に3人のまとめ役となる存在。人によって言葉遣いを変えるなど、調子の良いところがある。
スカンクのガスパ
声 - 高田由美
臆病な性格。緊張をするとすぐにオナラをしてしまう（オナラの臭いは強烈）。語尾に「〜でガス」を付ける癖がある。

### ブラックバット一味
トンクルピーの宿敵。大人も恐れる大悪党であるが、実際にはドジで間抜けな連中。悪事の骨休めという理由でチロリン村に居ついた。
ブラックバット
声 - 江原正士
蝙蝠の怪人。長身で常にマントを纏っている。「天下の大悪党」を自称しているが、根は間抜け。チーズが大の苦手。アップル先生に惚れている。
ネズミのタコチュー
声 - キートン山田
ブラックバットの子分。黒いサングラスをかけている。いつもブラックバットから理不尽な理由で怒鳴られる。
モグラのモグモグ
声 - 辻村真人
ブラックバットの子分。一番の下っ端で鈍くさい。悪の一味に身を置いているが、本当は優しい性格。
本作のキャラクターでは唯一、担当声優が原作と同一になっている。

### チロリン学校の友人
カブラのシロキチ
声 - 三木眞一郎
物知りな優等生。いつも落ち着いている。「まさにこれですね」という決め台詞を持っている。色々な発明品を作るのを趣味としているが、まともなものを作ったことは少ない。
バナナっ子のポンキー
声 - 安達忍
親戚の叔母、その夫のパイナップルと暮らしている。割と裕福な家庭の子供らしい。気が弱く、お化けなどがかなり苦手。
レモンのレモコ
声 - 木藤聡子
クルコと同じく裕福な家庭に生まれたお嬢様だが、クルコと違い性格は悪い。いつも自慢ばかりしており、他の子供たちとの相性は良くなく、一緒に遊ぶことは少ない。子供だけの秘密基地を大人にばらそうとしたこともある。
サクランボのボンボン
声 - 川田妙子
クラスの中では一番幼い少女で、皆の妹分。性格は少々わがまま。怖い夢を見るとオネショをする癖がある。

### その他
アップル先生
声 - 高田由美
チロリン学校のリンゴの先生。とても優しい先生で、生徒からの信頼も厚い。ブラックバットが初めて心を開いた相手である。ブラックバットは以前彼女に助けられた事があり、それが元で彼女に恋心を抱く。
サツマイモ詩人
声 - 関俊彦
さすらいの詩人。ギターを片手に歌を歌いながら、村から村へと旅している。ふらりとチロリン村にやってくるが、いつの間にかまたいなくなっており、クルコたちからは「風みたい」と言われている。笛で鳥の力を借りることができる。
ガンコ
声 - 糸博
くるみの祖父。村一番の頑固者。ペロリン村長とは古くからの友人であり、また喧嘩仲間。孫のクルコにはかなり甘い。
ペロリン村長
声 - 梅津秀行
トウモロコシの村長。ガンコとは喧嘩ばかり。しかし実は幼い頃からの友人で、一緒に釣りに行くことが多い。演説は長い。
ケロケロ先生
声 - 関俊彦
カエルの村医者。気の良い人物であるが、したたかな一面もある。明日の天気を当てるのが特技。
トンペイの父
声 - 桜井敏治
村の駅長兼牧場主だが、村には汽車が一日に1回しか来ないため、駅での仕事はあまりなく、牧場での仕事がメイン。
トンペイの母
声 - 木藤聡子
良妻賢母な人物。トンペイがわんぱくだが性格が良いのは両親のおかげ。
クルコの母
声 - 安達忍
心優しい人物。容姿はクルコと瓜二つ。彼女の作るクッキーは一番美味しいと言われている。
レモン夫人
声 - 兼子由利子
レモコの母親で、性格も見た目も娘と瓜二つ。大金持ちを鼻にかける嫌味なタイプであり、所謂モンスターペアレント。
カボチャ
声 - 原田一夫
ピーコと暮らしているおじさん。パン屋を経営している。パンの味は良く、コンテストで優勝したほど。早とちりをしがちな人物。失神してしまうほど注射が大嫌い。
キャベツ
声 - 吉田理保子
噂好きのおばさんで、時折ホラ話も吹く。カボチャ同様、早とちりをしがちな人物。雑貨屋を経営している。
ニンジン
声 - キートン山田
村の年老いた警察官。村で唯一の自転車持ち。
機関士マロン
声 - 梅津秀行
村へ一日に1回汽車で荷物を届けにやって来るが、定刻通りに来ることはあまりない。
パイナップル
声 - 梁田清之
バナーナ夫人
声 - 川田妙子
ポンキーの親戚の叔母夫婦。裕福な家庭らしく、ポンキーに対しては少し過保護なところがある。床屋を経営している。
カマキリ校長
声 - 梁田清之
チロリン学校の校長。
レタス
声 - 三木眞一郎
村の郵便屋さん。
コーラストリオ
声 - 安達忍、兼子由利子、川田妙子
話の合間に登場しては必ずコーラスをしていく謎の部隊。
コンキチ
声 - 兼子由利子
池に住む河童の子供。トンペイたちと同じぐらいの年齢だが学校へは行っていないため、当初は村の人たちもその存在を知らなかった。「コンキリプー」が口癖。河童であるため、頭の皿が乾くと倒れてしまう。

## スタッフ
- 原作 - 恒松恭助
- キャラクターデザイン - 香西隆男（スタジオ・ジュニオ）
- 美術監督 - 坂本信人
- 音楽 - 矢野立美
- 音響監督 - 山田悦司
- 監督 - 山吉康夫
- 制作 - 吉田圭一郎、丹泰彦
- 撮影 - ティ・ニシムラ
- 編集 - タバック
- 効果 - 糸川幸良
- アニメーション制作 - C&Dディストリビューション
- 制作・著作 - NHK
- 共同制作 - NHKエンタープライズ、NHKソフトウェア

## 主題歌
オープニングテーマ「しゃかりきパラダイス」
作詞 - 谷穂ちろる / 作曲 - 森田公一 / 編曲 - 矢野立美 / 歌 - 大竹しのぶ
※本曲の前奏が「森田一義アワー 笑っていいとも!」の素人出演コーナーで出演者が登場するテーマに使われた。
エンディングテーマ「ねえ、どうして」
作詞 - 福田三月子 / 作曲 - 徳光英和 / 編曲 - 矢野立美 / 歌 - 大竹しのぶ
※レコード：ビクター音楽産業（番組テロップではノンテロップ）

## 放映リスト
| 話数 | サブタイトル                   | 脚本           | 絵コンテ     | 演出       | 作画監督   | 放映日         |
| ---- | ------------------------------ | -------------- | ------------ | ---------- | ---------- | -------------- |
| 1    | ボクらは仲良しトンクルピー     | 中村修         | 山吉康夫     | 山吉康夫   | 香西隆男   | 1992年 4月6日  |
| 2    | みんなといっしょに学校へ       | 寺島想         | 井硲清高     | 井硲清高   | 高橋英吉   | 4月7日         |
| 3    | かいぶつが出たァァ〜ッ         | ひのくまりこう | 浅田裕二     | 古川政美   | 井尻博之   | 4月8日         |
| 4    | ひみつの基地を取りもどせ!      | ひのくまりこう | 志水淳児     | 古川政美   | 生田目康裕 | 4月9日         |
| 5    | 宝物はどこだ                   | 中村修         | やべあきのり | 佐山聖子   | 香西隆男   | 4月10日        |
| 6    | ボンボンを救え!                | 中村修         | 浅田裕二     | 佐山聖子   | 香西隆男   | 4月13日        |
| 7    | おばけをつかまえろ             | 池田真美子     | 矢沢則夫     | 野館誠一   | 野館誠一   | 4月14日        |
| 8    | 逃げ出したペコポン             | ひのくまりこう | 岩根雅明     | 岩根雅明   | 岩根雅明   | 4月15日        |
| 9    | ガンコさんの誕生日             | 池野みのり     | 菊田武勝     | 古川政美   | 香西隆男   | 4月16日        |
| 10   | ねらわれた郵便馬車             | ひのくまりこう | 古川政美     | 古川政美   | 香西隆男   | 4月17日        |
| 11   | トンペイの一日駅長             | 山田光洋       | 渡辺正彦     | 古川政美   | 香西隆男   | 4月20日        |
| 12   | 犯人はわたしじゃない           | ひのくまりこう | 古川政美     | 古川政美   | 香西隆男   | 4月21日        |
| 13   | かくれんぼ、わすれんぼ         | 金巻兼一       | 福島一三     | 福島一三   | 立川錦二   | 4月22日        |
| 14   | パンはどこへいった?            | 杉森美也子     | 井上修       | 井上修     | 丸山泰英   | 4月23日        |
| 15   | 吸血鬼で大さわぎ               | ひのくまりこう | 井硲清高     | 井硲清高   | 高橋英吉   | 4月24日        |
| 16   | 草スキーで勝負だ               | 中村修         | 鈴木卓夫     | 黒木健一   | 西山里枝   | 4月27日        |
| 17   | ピーコちゃんのパン作り         | 寺島想         | 佐山聖子     | 佐山聖子   | 井尻博之   | 4月28日        |
| 18   | 自転車大好き!                  | 杉森美也子     | 川田武範     | 古川政美   | 荒牧園美   | 4月29日        |
| 19   | ボンボンのひみつ大作戦         | 杉森美也子     | 浅田裕二     | 神戸守     | 生田目康裕 | 4月30日        |
| 20   | さつまいも詩人がやってきた     | 池田眞美子     | 都怒目紅一   | 都怒目紅一 | 竹内昭     | 5月1日         |
| 21   | 逃がした魚は大きいぞ           | 寺島想         | 藤谷和宏     | 藤谷和宏   | 塚本哲哉   | 5月4日         |
| 22   | 虫歯になったケロケロ先生       | 山田光洋       | 古川政美     | 古川政美   | 香西隆男   | 5月5日         |
| 23   | シロキチの白鳥の湖             | 中村修         | 福島一三     | 福島一三   | 立川錦二   | 5月6日         |
| 24   | そのイッパツをガマンしろ       | 中村修         | 斉藤博       | 斉藤博     | 原完治     | 5月7日         |
| 25   | 空とぶトンペイ                 | 山田光洋       | 斉藤博       | 神戸守     | 香西隆男   | 5月8日         |
| 26   | クルコちゃんのママが危ない!    | 杉森美也子     | 浅田裕二     | 佐山聖子   | 小島彰     | 5月11日        |
| 27   | アップル先生大ピンチ!          | 山田光洋       | 浅田裕二     | 古川政美   | 香西隆男   | 5月12日        |
| 28   | 急げ!コンキリプー              | 寺島想         | 古川政美     | 古川政美   | 香西隆男   | 5月13日        |
| 29   | さつまいも詩人は人気者         | 中村修         | 斉藤博       | 黒木健一   | 原完治     | 5月14日        |
| 30   | 音楽会への招待状               | ひのくまりこう | 井硲清高     | 井硲清高   | 高橋英吉   | 5月15日        |
| 31   | 大発明家がやってきた           | ひのくまりこう | 井上修       | 井上修     | -          | 5月18日        |
| 32   | トンクルピーとまぼろしの蝶     | 池野みのり     | 野館誠一     | 野館誠一   | 野館誠一   | 5月19日        |
| 33   | 三人だけのひみつ               | 並木敏         | 古川政美     | 神戸守     | 荒牧園美   | 5月20日        |
| 34   | クルコちゃんのお手伝い         | 杉森美也子     | 藤谷和宏     | 藤谷和宏   | 塚本哲哉   | 5月21日        |
| 35   | お腹をこわしたブラックバット   | ひのくまりこう | 浅田裕二     | 神戸守     | 井尻博之   | 5月22日        |
| 36   | おばけ森へいらっしゃい         | 寺島想         | 岩根雅明     | 岩根雅明   | 岩根雅明   | 5月25日        |
| 37   | ニンジンさんが大かつやく       | 池田眞美子     | 川田武範     | 井硲清高   | 高橋英吉   | 5月26日        |
| 38   | レモン夫人の自動車レース       | 松浦秀彰       | 浅田裕二     | 古川政美   | 生田目康裕 | 5月27日        |
| 39   | 対決!いかだ競争                | 池田眞美子     | 佐山聖子     | 佐山聖子   | 香西隆男   | 5月28日        |
| 40   | バナーナさんがんばる           | 池田眞美子     | 菊田武勝     | 神戸守     | 香西隆男   | 5月29日        |
| 41   | みんなでお留守番               | 杉森美也子     | いけのふみお | 楠田悟     | 立川錦二   | 6月1日         |
| 42   | 大変だ!汽車がこない            | 並木敏         | 神戸守       | 神戸守     | 西山里枝   | 6月2日         |
| 43   | チロリン滝の伝説               | 杉森美也子     | 野館誠一     | 野館誠一   | 野館誠一   | 6月3日         |
| 44   | プースケたちのひみつ基地       | 山田光洋       | 井硲清高     | 井硲清高   | 高橋英吉   | 6月4日         |
| 45   | ふくれっつらで大騒ぎ           | 中村修         | 鈴木卓夫     | 鈴木卓夫   | 香西隆男   | 6月5日         |
| 46   | 二人三脚でテンテコマイ         | ひのくまりこう | 浅田裕二     | 佐山聖子   | 香西隆男   | 6月8日         |
| 47   | ボンボンと不思議な王子様       | ひのくまりこう | 芹川有吾     | 古川政美   | 荒牧園美   | 6月9日         |
| 48   | 対決!男の子・女の子            | 寺島想         | 菊田武勝     | 古川政美   | 香西隆男   | 6月10日        |
| 49   | 看護婦さんになりたい           | ひのくまりこう | 都怒目紅一   | 井上修     | 松本文男   | 6月11日        |
| 50   | トンペイは天才少年?            | ひのくまりこう | 神戸守       | 神戸守     | 生田目康裕 | 6月12日        |
| 51   | ポンキーの学芸会               | 中村修         | 井上修       | 井上修     | -          | 6月15日        |
| 52   | ひみつの基地が見つかっちゃう?  | 杉森美也子     | いけのふみお | 楠田悟     | 立川錦二   | 6月16日        |
| 53   | ごきげんなおしてバナーナさん   | ひのくまりこう | 岩根雅明     | 岩根雅明   | 岩根雅明   | 6月17日        |
| 54   | 落とし穴に気をつけろ!          | 中村修         | 牧野行洋     | 牧野行洋   | 古田詔治   | 6月18日        |
| 55   | 水泳は楽しいな!                | 池野みのり     | 斉藤博       | 古川政美   | 香西隆男   | 6月19日        |
| 56   | トンペイの家出                 | 松浦秀彰       | 藤谷和宏     | 藤谷和宏   | 塚本哲哉   | 6月22日        |
| 57   | ガンコさんの絵日記             | 寺島想         | 井硲清高     | 井硲清高   | 高橋英吉   | 6月23日        |
| 58   | 大さわぎ!カボチャさん          | 池田眞美子     | 斉藤博       | 古川政美   | 香西隆男   | 6月24日        |
| 59   | 星に願いを                     | 杉森美也子     | 古川政美     | 古川政美   | 井尻博之   | 6月25日        |
| 60   | ブローチはどこへいった?        | 影山由美       | 井沢晴美     | 佐山聖子   | 香西隆男   | 6月26日        |
| 61   | 山からイッキにすべり台         | 中村修         | 鈴木卓夫     | 古川政美   | 小島彰     | 6月29日        |
| 62   | カボチャさんが盗まれた!?       | 寺島想         | 浅田裕二     | 神戸守     | 香西隆男   | 6月30日        |
| 63   | レモンさんのクッキー           | 杉森美也子     | 川田武範     | 神戸守     | 荒牧園美   | 7月1日         |
| 64   | 村長さんのひみつ               | 小山真弓       | 芹川有吾     | 古川政美   | 井尻博之   | 7月2日         |
| 65   | 霧がでてきてキリキリまい!      | ひのくまりこう | 野館誠一     | 野館誠一   | 野館誠一   | 7月3日         |
| 66   | えっ!レモンさんが大けが        | 池田眞美子     | 古川政美     | 古川政美   | 西山里枝   | 7月6日         |
| 67   | 牧場へようこそ                 | 池田眞美子     | 井硲清高     | 井硲清高   | 高橋英吉   | 7月7日         |
| 68   | ボクらの宝を取りもどせ!        | 杉森美也子     | 斉藤博       | 古川政美   | 香西隆男   | 7月8日         |
| 69   | 犯人はオイラたちじゃない!      | ひのくまりこう | 古川政美     | 古川政美   | 香西隆男   | 7月9日         |
| 70   | 湖の宝物                       | 中村烈         | 浅田裕二     | 佐山聖子   | 香西隆男   | 7月10日        |
| 71   | モグモグのメガネをさがせ       | 山田光洋       | 池野鯉太郎   | 楠田ゴン   | 立川錦二   | 7月13日        |
| 72   | 空とぶ怪盗ブラックバット       | 小山真弓       | 神戸守       | 神戸守     | 生田目康裕 | 7月14日        |
| 73   | ガンコさんのヒゲが…            | 山田光洋       | 斉藤博       | 古川政美   | 香西隆男   | 7月15日        |
| 74   | コンキチのお誕生会             | ひのくまりこう | 岩根雅明     | 岩根雅明   | 岩根雅明   | 7月16日        |
| 75   | ボンボンと虹の妖精             | 影山由美       | 斉藤博       | 神戸守     | 香西隆男   | 7月17日        |
| 76   | がんばれペロリン村長           | 並木敏         | 井沢晴美     | 藤谷和宏   | 塚本哲哉   | 8月31日        |
| 77   | クルコの木登り                 | 池田眞美子     | 佐山聖子     | 佐山聖子   | 西山里枝   | 9月1日         |
| 78   | ハチミツ集めはいたたたたッ     | 池田眞美子     | 佐山聖子     | 佐山聖子   | 高橋英吉   | 9月2日         |
| 79   | ピーコちゃんは力もち           | 池田眞美子     | 斉藤博       | 神戸守     | 清水保行   | 9月3日         |
| 80   | ブラックバットのステキなマント | 寺島想         | 井沢晴美     | 古川政美   | 荒巻園美   | 9月4日         |
| 81   | ひとりぼっちのモグモグ         | 中村修         | 牧野行洋     | 牧野行洋   | 三浦弘二   | 9月7日         |
| 82   | ブラックバットのプレゼント     | 山田光洋       | 古川政美     | 古川政美   | 井尻博之   | 9月8日         |
| 83   | おばけやしきに近づくな!        | 山田光洋       | 浅田裕二     | 神戸守     | 小丸敏之   | 9月9日         |
| 84   | パイコンテストは大騒ぎ         | 小山真弓       | 芹川有吾     | 古川政美   | 香西隆男   | 9月10日        |
| 85   | ツボがぬけない大変だ!          | ひのくまりこう | 池野鯉太郎   | 楠田ゴン   | 立川錦二   | 9月11日        |
| 86   | はだしでダンス                 | 寺島想         | 古川政美     | 古川政美   | 船塚純子   | 9月14日        |
| 87   | ブラックバットの星占い         | 山田光洋       | 岩根雅明     | 岩根雅明   | 岩根雅明   | 9月15日        |
| 88   | いかないで!アップル先生        | 杉森美也子     | 佐山聖子     | 佐山聖子   | 香西隆男   | 9月16日        |
| 89   | みんなでサーカス               | 中村修         | 浅田裕二     | 古川政美   | 香西隆男   | 9月17日        |
| 90   | バナーナさんの宝物             | 影山由美       | 井硲清高     | 井硲清高   | 高橋英吉   | 9月18日        |
| 91   | くいしん坊をやっつけろ!        | 池田眞美子     | 野館誠一     | 野館誠一   | 野館誠一   | 9月21日        |
| 92   | ブラックバットの仲間われ       | 松浦秀彰       | 池野鯉太郎   | 楠田ゴン   | 立川錦二   | 9月22日        |
| 93   | びっくりニュースを追いかけろ!  | 小山真弓       | 斉藤博       | 古川政美   | 生田目康裕 | 9月23日        |
| 94   | 牛を助けろ!                    | 中村修         | 神戸守       | 神戸守     | 小丸敏之   | 9月24日        |
| 95   | ステキな夢をみたい             | ひのくまりこう | 井沢晴美     | 神戸守     | 荒牧園美   | 9月25日        |
| 96   | 白鳥を逃がしてあげて           | ひのくまりこう | 斉藤博       | 古川政美   | 小島彰     | 9月28日        |
| 97   | がんばれシロキチ写真屋さん     | 山田光洋       | 小島正幸     | 鳥羽厚     | 高田三郎   | 9月29日        |
| 98   | 地下トンネルの大冒険           | 小山真弓       | 神戸守       | 神戸守     | 清水保行   | 9月30日        |
| 99   | 大きなタルで遊んじゃえ!        | 寺島想         | 浅田裕二     | 新谷憲     | 高田三郎   | 10月1日        |
| 100  | しっかりして!コンキチ君        | 杉森美也子     | 佐山聖子     | 佐山聖子   | 香西隆男   | 10月2日        |
| 101  | なんでもペッタン、接着剤       | 小山真弓       | 斉藤博       | 古川政美   | 香西隆男   | 10月5日        |
| 102  | キャンプでドッキリ!            | ひのくまりこう | 浅田裕二     | 神戸守     | 西山里枝   | 10月6日        |
| 103  | 小鳥さんありがとう             | 影山由美       | 古川政美     | 古川政美   | 香西隆男   | 10月7日        |
| 104  | クルコの新しいクツ             | 中村修         | 井硲清高     | 井硲清高   | 高橋英吉   | 10月8日        |
| 105  | ブラックバットが一等賞?        | ひのくまりこう | 藤谷和宏     | 藤谷和宏   | 塚本哲哉   | 10月9日        |
| 106  | さつまいも詩人がさらわれた     | 池田眞美子     | 井硲清高     | 井硲清高   | 高橋英吉   | 10月12日       |
| 107  | お酒のケーキで大騒ぎ!          | 池田眞美子     | 浅田裕二     | 佐山聖子   | 香西隆男   | 10月13日       |
| 108  | エプロン姿のガンコさん         | 杉森美也子     | 佐山聖子     | 佐山聖子   | 香西隆男   | 10月14日       |
| 109  | 強いぞポンキー?                | 寺島想         | 菊田武勝     | 古川政美   | 井尻博之   | 10月15日       |
| 110  | ヘンテコ医師がやってきた       | ひのくまりこう | 小島正幸     | 高田三郎   | 高田三郎   | 10月16日       |
| 111  | 捕まったブラックバット         | 杉森美也子     | 鳥羽厚       | 有馬克己   | 周台漢     | 10月19日       |
| 112  | ブラックバットは歌が好き       | 池田眞美子     | 牧野行洋     | 牧野行洋   | 三浦弘二   | 10月20日       |
| 113  | えっ!ボンボンがお嫁さん?       | 山田光洋       | 野館誠一     | 野館誠一   | 野館誠一   | 10月21日       |
| 114  | 占いは大あたり?                | ひのくまりこう | 斉藤博       | 古川政美   | 荒牧園美   | 10月22日       |
| 115  | おかしなお手伝い券             | ひのくまりこう | 志水淳児     | 神戸守     | 生田目康裕 | 10月23日       |
| 116  | コマになったカボチャさん       | 中村烈         | 井硲清高     | 井硲清高   | 高橋英吉   | 10月26日       |
| 117  | どちらが先にどなりだす         | ひのくまりこう | 神戸守       | 神戸守     | 今沢恵子   | 10月27日       |
| 118  | 町からきたおともだち           | 影山由美       | 佐山聖子     | 佐山聖子   | 船塚純子   | 10月28日       |
| 119  | ブラックバットがまっ白け       | 池田眞美子     | 浅田裕二     | 古川政美   | 小丸敏之   | 10月29日       |
| 120  | 寝坊したガンコさん             | 松浦秀彰       | 有馬克己     | 鳥羽厚     | 朱偉光     | 10月30日       |
| 121  | レモコのバースデーケーキ       | 杉森美也子     | 鳥羽厚       | 鳥羽厚     | 朱偉光     | 11月2日        |
| 122  | ランプの精がやって来た         | 影山由美       | 古川政美     | 古川政美   | 井尻博之   | 11月3日        |
| 123  | 池にオバケが住んでいる?        | 寺島想         | 岩根雅明     | 岩根雅明   | 岩根雅明   | 11月4日        |
| 124  | 対決!バット対キャベツさん      | 並木敏         | 神戸守       | 神戸守     | 今沢恵子   | 11月5日        |
| 125  | カボチャさんのシンデレラ騒動   | 山田光洋       | 斉藤博       | 神戸守     | 今沢恵子   | 11月6日        |
| 126  | クルコが町へ帰っちゃう?        | 杉森美也子     | 井硲清高     | 井硲清高   | 高橋英吉   | 11月9日        |
| 127  | アップル先生の家庭訪問         | 山田光洋       | 古川政美     | 古川政美   | 清水保行   | 11月10日       |
| 128  | ご先祖さまの宝物               | 小山真弓       | 藤谷和宏     | 藤谷和宏   | 塚本哲哉   | 11月11日       |
| 129  | いちばんよい子はだあれ?        | ひのくまりこう | 山口頼房     | 有馬克己   | 朱偉光     | 11月12日       |
| 130  | ブラックバットのダイエット     | 山田光洋       | 佐山聖子     | 佐山聖子   | 西山里枝   | 11月13日       |
| 131  | ブラックバットの大逆襲         | ひのくまりこう | 斉藤博       | 神戸守     | 生田目康裕 | 11月16日       |
| 132  | 力もちになるくすり             | 影山由美       | 牧野行洋     | 牧野行洋   | 三浦弘二   | 11月17日       |
| 133  | カボチャさんのパンは世界一?    | 中村修         | 斉藤博       | 野館誠一   | 野館誠一   | 11月18日       |
| 134  | ブラックバットがお手伝い       | 寺島想         | 浅田裕二     | 古川政美   | 船塚純子   | 11月19日       |
| 135  | 不思議な種をみーつけた         | 小山真弓       | 古川政美     | 古川政美   | 今沢恵子   | 11月20日       |
| 136  | コンキリプーで大あばれ         | ひのくまりこう | 井硲清高     | 井硲清高   | 高橋英吉   | 11月23日       |
| 137  | シロキチの大マジック           | 山田光洋       | 藤谷和宏     | 藤谷和宏   | 塚本哲哉   | 11月24日       |
| 138  | ニンジンさんの真夜中の決闘!    | 小山真弓       | 神戸守       | 神戸守     | 今沢恵子   | 11月25日       |
| 139  | ねむっちゃったケロケロ先生     | 杉森美也子     | 池上太郎     | 有馬克己   | 朱偉光     | 11月26日       |
| 140  | アイス泥棒は誰だ?              | 池田眞美子     | 斉藤博       | 神戸守     | 小島彰     | 11月27日       |
| 141  | ブラックバットへの贈り物       | ひのくまりこう | 斉藤博       | 佐山聖子   | 荒牧園美   | 11月30日       |
| 142  | ボンボンちゃんの雪だるま       | 影山由美       | 前島健一     | 有馬克己   | 朱偉光     | 12月1日        |
| 143  | アイスになったコンキチちゃん   | 中村烈         | 佐山聖子     | 佐山聖子   | 今沢恵子   | 12月2日        |
| 144  | 氷の上で対決だ!                | 池田眞美子     | 岩根雅明     | 岩根雅明   | 岩根雅明   | 12月3日        |
| 145  | 小さいことはいいことだ         | 杉森美也子     | 古川政美     | 古川政美   | 船塚純子   | 12月4日        |
| 146  | チロリン村が海になる?          | 松浦秀彰       | 浅田裕二     | 古川政美   | 初見浩一   | 12月7日        |
| 147  | 走れ!ペコポン                  | 中村修         | 佐山聖子     | 佐山聖子   | 小島早苗   | 12月8日        |
| 148  | ケロケロ先生、大ピンチ         | 小山真弓       | 斉藤博       | 佐山聖子   | 今沢恵子   | 12月9日        |
| 149  | 村長さんはみんなのおじいちゃま | 杉森美也子     | 井硲清高     | 井硲清高   | 高橋英吉   | 12月10日       |
| 150  | サンタさんは大泥棒?            | 池田眞美子     | 神戸守       | 神戸守     | 今沢恵子   | 12月11日       |
| 151  | ブラックバットの手形がほしい   | ひのくまりこう | 牧野行洋     | 牧野行洋   | 三浦弘二   | 1993年 2月22日 |
| 152  | がんばれモグモグ               | 中村修         | 佐山聖子     | 佐山聖子   | 小丸敏之   | 2月23日        |
| 153  | よい子になったブラックバット   | 影山由美       | 山口頼房     | 有馬克己   | 高田三郎   | 2月24日        |
| 154  | ケンカのしかた教えます         | 杉森美也子     | 岩根雅明     | 岩根雅明   | 岩根雅明   | 2月25日        |
| 155  | ブラックバットのおまわりさん   | 杉森美也子     | 浅田裕二     | 神戸守     | 今沢恵子   | 2月26日        |
| 156  | パン屋をのっとれ!              | 杉森美也子     | 神戸守       | 神戸守     | 小島彰     | 3月1日         |
| 157  | 古井戸のひみつ                 | 小山真弓       | 神戸守       | 神戸守     | 清水保行   | 3月2日         |
| 158  | ボンボンのさいみんじゅつ       | 影山由美       | 井硲清高     | 井硲清高   | 高橋英吉   | 3月3日         |
| 159  | チロリン村が最高だ!            | 中村修         | 佐山聖子     | 佐山聖子   | 小丸敏之   | 3月4日         |
| 160  | せんすい艦で大騒ぎ!            | 池田眞美子     | 古川政美     | 古川政美   | 今沢恵子   | 3月5日         |
| 161  | 思い出の木があぶない           | 寺島想         | 藤谷和宏     | 藤谷和宏   | 塚本哲哉   | 3月8日         |
| 162  | チロリン湖に怪獣がでた?        | 中村修         | 野館誠一     | 野館誠一   | 野館誠一   | 3月9日         |
| 163  | 汽車をとめたのは誰だ           | 杉森美也子     | 斉藤博       | 古川政美   | 西山里枝   | 3月10日        |
| 164  | お花畑で遊びましょ             | 寺島想         | 斉藤博       | 神戸守     | 野館誠一   | 3月11日        |
| 165  | チロリン村の春まつり           | 池田眞美子     | 井沢晴美     | 佐山聖子   | 船塚純子   | 3月12日        |
| 166  | 大変!ケーキ山がもえている      | ひのくまりこう | 山吉康夫     | 神戸守     | 今沢恵子   | 3月15日        |
| 167  | ブラックバットが大かつやく     | ひのくまりこう | 神戸守       | 神戸守     | 今沢恵子   | 3月16日        |
| 168  | 学校をこわしたのは誰だ!        | ひのくまりこう | 佐山聖子     | 佐山聖子   | 高橋英吉   | 3月17日        |
| 169  | コンキチが見ていた             | 中村修         | 浅田裕二     | 古川政美   | 野館誠一   | 3月18日        |
| 170  | 大好き!チロリン村              | 中村修         | 古川政美     | 古川政美   | 生田目康裕 | 3月19日        |

## 放送時間
いずれも日本標準時。本作は、夕方の本放送・朝の再放送・夕方の再放送ともに『母と子のテレビタイム』の放送番組となっていた。

### 本放送
- 月曜日 - 金曜日 17:25 - 17:35 （1992年4月6日 - 1993年3月19日）

### 再放送
- 月曜日 - 金曜日 08:00 - 08:10 （1992年4月7日 - 1993年4月2日）
- 月曜日 - 金曜日 17:25 - 17:35 （1993年3月22日 - 1993年3月31日） - 上記本放送が終了した後、春の改編期に入るまでこの時間帯で再放送が行われていた。
- 月曜日 - 金曜日 16:50 - 17:00 （1993年4月5日 - 1994年3月30日）
- 月曜日 - 金曜日 17:50 - 18:00 （1994年4月4日 - 1994年9月30日）